# كارل إريك هولمبيرغ
كارل إريك هولمبيرغ (بالسويدية: Carl-Erik Holmberg)‏ لاعب كرة قدم سويدي راحل كان يجيد اللعب في خط الهجوم.
لعب طوال مسيرته الرياضية في نادي أورغريتي.
شارك مع منتخب السويد في بطولة كأس العالم 1934 في إيطاليا حيث خرج من الدور الربع النهائي.

## وصلات خارجية
- كارل إريك هولمبيرغ على موقع الاتحاد الدولي (مؤرشف)  (الإنجليزية)
- كارل إريك هولمبيرغ على موقع اتحاد السويد (السويدية)
- كارل إريك هولمبيرغ على موقع قاعدة بيانات كرة القدم.إي يو (الإنجليزية)
- كارل إريك هولمبيرغ على موقع ناشيونال فوتبول تيمز (الإنجليزية)
- كارل إريك هولمبيرغ على موقع عالم كرة القدم.نت (الإنجليزية)

- هذا سيرة ذاتية